# Flaga Kcyni
Flaga Kcyni – flaga gminy Kcynia. Flaga została przyjęta Uchwałą z dnia 27 sierpnia 2015 roku po uzyskaniu pozytywnej opinii Komisji Heraldycznej. Nowy wzór zastąpił poprzednią flagę, używaną od 2001 roku, ostatnio przyjętą Uchwałą XIX/205/2008 Rady Miejskiej w Kcyni z dnia 28 marca 2008 r. Flagę zaprojektowali Kamil Wójcikowski i Robert Fidura.

## Wygląd i symbolika
Płat biały o proporcji 5:8 (wysokość do szerokości), z wąskimi pasami czerwonymi wysokości 1/10 wysokości płata u dołu i u góry, oraz z herbem miasta wysokości 7/10 płata w części centralnej płata białego. 

Flaga Kcyni w latach 2001-2015